# Anapskij (rejon korienowski)
Anapskij (ros. Анапский) – chutor w Rosji, w Kraju Krasnodarskim, w rejonie korienowskim. W 2010 liczył 648 mieszkańców.